# Гуго Великий (граф Вермандуа)
Гуго I Вермандуанський (фр. Hugues Ier de Vermandois; 1057 — 18 жовтня 1101), прозваний Великим (лат. Hugo Magnus, фр. Hugues le Grand) — французький принц із династії Капетингів. Син французького короля Генріха I та його другої дружини київської княжни Анни Ярославни, доньки великого князя київського Ярослава Мудрого. Брат французького короля Філіппа I. Граф Вермандуа і Валуа. Засновник другого дому Вермандуа.
Один із керівників Першого хрестового походу (1096). При переправі з італійського міста Барі до Греції зазнав корабельної аварії і був викинутий поблизу міста Діррахіум, підібраний і в супроводі почесного ескорту перепроваджений до Константинополя, де був змушений принести ленну присягу імператорові Олексію I Комніну. Відзначився у битві при Дорілеумі, але в 1098 році, ще до взяття Єрусалиму, повернувся з Антіохії до Франції. Взяв участь у Хрестовому поході 1101 року. Смертельно поранений в Каппадокії. Помер в Тарсі.

## Родина
Дружина — Аделаїда де Вермандуа (бл. 1062—1122), дочка Герберта IV, графа Вермандуа і Алікс де Валуа.
Діти:
- Маго, також Мод, Матільда (1080—1130) — одружена з 1090 року за Раулем I де Божансі (1068—1113).
- Беатриса (1082— після 1144) — одружена з Гуґо III де Гурне.
- Рауль I (1085—1152) — також відомий під прізвиськом Одноокий, наступник батька, граф де Вермандуа і де Валуа.
- Ізабелла (1085—1131) — одружена з Робертом де Бомон, графом Меланським, пізніше з Вільгельмом де Варенн, 2-м графом Суррей.
- Констанція (1086—?) — одружена з Годфруа де Ла Ферте-Гоше.
- Агнес (1090—1125) — одружена з Боніфацієм дель Васто (де Савон), маркграфом Західної Лігурії.
- Генріх (1091—1130) — сеньйор Шомоні і Векс.
- Симон (1093—1148) — єпископ Нойона.